# Franz Bachem
Franz Bachem (* 13. Dezember 1912 in Köln; † 3. Juli 2002 ebenda) war ein deutscher Verleger.

## Leben
Franz Bachem absolvierte zunächst eine Lehre als Drucker und studierte an der Meisterschule für Deutschlands Buchdrucker in München. Er war anschließend bei mehreren Druckereien und Verlagen tätig. Franz Bachem trat nach Ende des Zweiten Weltkrieges in den J.P. Bachem Verlag in Köln ein. Er war wesentlich mit dem Wiederaufbau des 1818 gegründeten Familienunternehmens im Nachkriegsdeutschland befasst und sicherte zunächst den Druckereibetrieb, später das Verlagsgeschäft. Den Buchdruckbetrieb stellte er auf modernen Offsetdruck um.
Er war bis 1977 Geschäftsführer des Verlagshauses. Weiterhin engagierte sich der Gesellschafter als Vorsitzender des Firmengruppen-Beirats und in den Gesellschafterversammlungen. Ehrenamtlich war Bachem Vorsitzender der IHK-Lehrmeister-Prüfungskommission und des Kuratoriums der Kölner Werkschulen. Er war Vorstandsmitglied der Landesvereinigung der industriellen Arbeitgeberverbände Nordrhein-Westfalens sowie Vorsitzender des Verbandes der Graphischen Betriebe NRW und überregional seit 1951 als Mitglied des Hauptvorstandes des Bundesverbandes Druck, dessen Vizepräsident von 1963 bis 1966.
1962 wurde er von Kardinal-Großmeister Eugène Kardinal Tisserant zum Ritter des Ritterordens vom Heiligen Grab zu Jerusalem ernannt und am 15. Dezember 1962 in Köln durch Lorenz Jaeger, Großprior der deutschen Statthalterei, investiert. Er war Ehrenkomtur und Großoffizier des Ordens.

## Auszeichnungen
- Ritterschlag zum Ritter vom Heiligen Grab (1962)
- Verdienstkreuz erster Klasse des Verdienstordens der Bundesrepublik Deutschland (1971) für seine Verdienste um die Förderung des Bildungswesens[1]